# 多果银莲花
多果银莲花（学名：Anemone rupestris sp. polycarpa）为毛茛科银莲花属下的一个亚种。